# Université de Namur
Pour les articles homonymes, voir Notre-Dame-de-la-Paix.
L'Université de Namur (UNamur) est une institution d'enseignement supérieur universitaire catholique subventionnée par la Fédération Wallonie-Bruxelles sise à Namur. Fondée en 1831 par les jésuites comme collège secondaire, dans les bâtiments restaurés de l'ancienne abbaye bénédictine de la Paix-Notre-Dame à Namur elle se développe en Facultés universitaires Notre-Dame-de-la-Paix (FUNDP) avant de changer de nom en 2013. Elle compte alors 6 600 étudiants répartis en six facultés.
Enseignement et recherche y sont menés conjointement dans les domaines des sciences, de l’économie, du droit, de la médecine, de l’informatique et des lettres. L'université est membre fondateur de l'Académie Louvain puis de l'Alliance universitaire Louvain Namur ensemble et du Pôle Académique de Namur, qu'elle préside.

## Histoire
Les facultés universitaires Notre-Dame-de-la-Paix (FUNDP) ont été fondées par la Compagnie de Jésus en 1831. Le père Herman Meganck en est considéré comme le fondateur. Le collège des jésuites (Collège Notre-Dame-de-la-Paix) eut dès la première année une section supérieure de Philosophie spéculative et lettres, c’est-à-dire une faculté universitaire inchoative. Le nombre d'étudiants était initialement très limité : deux en 1831, neuf en 1832. Depuis 1948, elles sont constituées en association sans but lucratif (ASBL). L'assemblée générale établit les statuts, nomme les administrateurs, approuve les budgets et les comptes annuels et a une responsabilité directe dans le choix et l'élaboration des objectifs de l'institution, en accord avec le conseil d'administration. Un conseil académique se préoccupe des problématiques directement liées aux sept facultés. De même, chaque faculté s'organise autour d'un conseil facultaire. Diverses commissions, conseils thématiques et organes, ainsi que cinq services généraux et transversaux contribuent également à gérer l'université. L'université emploie un millier de personnes.

### Chronologie
- 1831 : La Compagnie de Jésus fonde les Facultés universitaires Notre-Dame-de-la-Paix à Namur. La première faculté est celle de 'Philosophie et Lettres'.
- 1926 : Après un long chemin pour la reconnaissance légale des diplômes, les Facultés Notre-Dame-de-la-Paix sont habilitées à décerner des diplômes en leur nom propre.
- Dès 1960 : Les différentes facultés et le campus connaissent un développement fulgurant. À partir de ce moment, l’augmentation du nombre d’étudiants est rapide et continue : 466 étudiants en 1960, 4 325 en 1990, 6 819 en 2019.
- 1963 : Les Facultés obtiennent la possibilité d’organiser des études de deuxième et de troisième cycles. Un potentiel de recherche se constitue progressivement. Il sera notamment reconnu par l’attribution de trois prix Francqui à des professeurs de la Faculté des sciences et par la création de spin-offs performantes.

- 2004 : Le Parlement de la Communauté française de Belgique adopte le décret qui favorise l’intégration de l’Université dans l’espace européen de l’enseignement supérieur. Dès la rentrée académique de septembre 2005, les étudiants de première génération sont accueillis dans le nouveau cadre des études universitaires défini par les accords européens dits « de Bologne ».
- 2004 : Création de l'Académie Louvain réunissant l'UCL, les FUNDP, la FUCaM et les FUSL.
- 2012 : Les Facultés obtiennent le label « HR Excellence in Research » délivré par la Commission Européenne. Celui-ci vise à promouvoir et faciliter la mobilité des chercheurs et leur évolution de carrière tout en optimisant les collaborations entre l'Europe et le monde.
- 2013 : Les Facultés Universitaires Notre-Dame-de-la-Paix deviennent officiellement l’Université de Namur.
- 2014 : Conformément à la réforme Paysage, est créé le Pôle Académique de Namur, réunissant tous les instituts supérieurs de la province de Namur[réf. nécessaire].
- 2023 : Création de l'Alliance universitaire Louvain Namur ensemble (AULNE) entre l'UCLouvain et l'UNamur

### Académie Louvain
Depuis le 29 juin 2004, les FUNDP font partie de l'Académie Louvain, le réseau des universités catholiques francophones de Belgique. Après presque trois ans de collaboration active dans ce réseau, les recteurs des quatre universités catholiques, les FUCaM (aujourd'hui UCLouvain FUCaM Mons), les FUNDP, les FUSL (aujourd'hui l'université Saint-Louis - Bruxelles) et l'UCL, ont décidé, le 12 mars 2007, d'entamer des négociations qui devaient mener à la fusion, à moyen terme, des quatre établissements en une seule université : l'UCLouvain. Alors que les trois autres institutions se sont prononcées pour la fusion, le processus échoue le 17 décembre 2010, à la suite du vote de l'assemblée générale des FUNDP : les 30 voix « pour » (14 « contre ») ne permettent pas d'atteindre les 80 % nécessaires. Les autres institutions entament tout de même des processus de fusion vers l'UCLouvain, d'ailleurs devenue dénomination de l'université de Louvain depuis 2018, sans l'UNamur.

### Alliance universitaire Louvain Namur ensemble
Le 28 septembre 2023, Annick Castiaux, rectrice de l’UNamur et Vincent Blondel, recteur de l’UCLouvain signe un accord entre les deux institutions créant l'Alliance universitaire Louvain Namur ensemble (AULNE).

### Pôle Académique de Namur
En 2014, à la suite du décret Paysage, le Pôle Académique de Namur est créé afin de rassembler les institutions d'enseignements supérieurs en Province de Namur.
- Deux universités :
  - l’université de Namur (UNamur), qui préside l'association en tant que seule université possédant son siège dans la province ;
  - l’université de Liège - Gembloux Agro-Bio Tech (ULiège-GxABT).
- Sept écoles de promotion sociale :
  - l’École industrielle et commerciale de la Ville de Namur (EICVN) ;
  - l’École supérieure des affaires de Namur (ESA) ;
  - l’Institut d’enseignement de promotion sociale de la Communauté française (IEPSCF-Cadets) ;
  - l’Institut d’enseignement de promotion sociale de la Communauté française (IESPCF-Cefor) ;
  - l’Institut libre de formation permanente de Namur (ILFoP) ;
  - l’Institut provincial de formation sociale (IPFS) ;
  - l’Institut technique - promotion sociale de Namur (ITN).
- Une école supérieure des arts :
  - l’Institut supérieur de Musique et de Pédagogie (IMEP).
- Quatre hautes écoles :
  - la Haute École de Namur-Liège-Luxembourg (HENALLUX) ;
  - la Haute École Albert Jacquard (HEAJ) ;
  - la Haute École de la Province de Namur (HEPN) ;
  - la Haute École Charlemagne (HECh) - ISIa-Gembloux.

## Missions

### Enseignement

#### Des formations reconnues pour leur qualité
L’Université de Namur propose des formations de bachelier, de master, de master de spécialisation et de doctorat au sein de :

##### Sept facultés
- Faculté de droit
- Faculté d'informatique
- Faculté de médecine
- Faculté de philosophie et lettres
- Faculté des sciences
- Faculté des sciences de l'éducation et de la formation
- Faculté des sciences économiques, sociales et de gestion (renomée faculté EMCP pour Economics, Management, communication and politics sciences)

##### Un département interfacultaire
- École des langues vivantes

La qualité de ces différents programmes est reconnue par les experts belges et internationaux de l’Agence pour l’évaluation de la qualité de l’enseignement supérieur en Fédération Wallonie-Bruxelles (AEQES). Elle est également confirmée sur le marché du travail puisque le taux d’insertion professionnelle des diplômés de l’Université de Namur atteint 94%[réf. nécessaire].

#### Formation continue
Soucieuse de répondre aux besoins de formations exprimés par les entreprises et les organisations, l’Université de Namur propose des certificats universitaires, des formations spécialisées et des chaires d’enseignement. Elles permettent aux professionnels actifs d’acquérir de nouvelles compétences spécifiques. Ces formations continues sont créées à la demande des entreprises et des organisations ou à l’initiative de professeurs, experts des thématiques enseignées.

#### Infrastructures
L’Université s’est dotée de laboratoires et d’appareillages de toutes dernières générations afin d’offrir aux étudiants un environnement de recherche et de travail performant. Pionnière de la formation universitaire en informatique en Europe, elle est aussi soucieuse de disposer d’un équipement technologique de premier ordre.

#### Partenaires et réseaux
L’Université de Namur a signé plus de deux cents conventions-cadres avec des institutions d’enseignement supérieur belges et étrangères afin de faciliter la mobilité des étudiants, des chercheurs ou des professeurs[réf. nécessaire]. Avec ses partenaires, elle co-organise des programmes de formation.
L’Université développe aussi de nombreuses collaborations avec des entreprises et des organisations belges et internationales. Visites d’entreprises, rencontres, stages, formations continues, diffusion gratuite d’offres d’emplois, les formes de collaborations sont multiples et participent progressivement à l’insertion professionnelle des diplômés de l’Université de Namur[réf. nécessaire].

### Recherche

#### Onze instituts de recherche pluridisciplinaires
Les chercheurs de l’Université collaborent au sein des six facultés et des onze instituts de recherche interdisciplinaires. Ils s’investissent dans de nombreux projets de recherche fondamentale et appliquée et développent diverses collaborations avec des entreprises, des organisations ou des centres de recherche belges et étrangers.
- Development Finance & Public Policies (DeFiPP)
- Espace philosophique de Namur (ESPHIN)
- Institute of Life, Earth and Environment (ILEE)
- Institut de Recherches en Didactiques et Éducation de l’UNamur (IRDENa)
- Namur Digital Institute (NADI)
- Namur Institute of Language, Text and Transmediality (NALTT)
- Namur Research Institute for Life Sciences (NARILIS)
- Namur Institute for Complex systems (naXys)
- Namur Institute of Structured Matter (NISM)
- Patrimoines, Transmissions, Héritages (PaTHs)
- TRANSITIONS

#### 9 plateformes technologiques
L’Université de Namur investit dans des équipements scientifiques de pointe qui sont regroupés au sein de neuf plateformes technologiques transversales. Certaines sont ouvertes à tous les chercheurs et aux entreprises qui souhaitent effectuer des mesures ou des analyses et bénéficier de compétences et d’expertises spécifiques.
- Laboratoire de sécurité biologique au niveau 3 (BL3)
- Calcul Intensif (PTCI)
- Génomique
- Morphologie - Imagerie (MorphIm)
- Optique, Lasers et spectroscopies (LOS)
- Physico-chimie et caractérisation (PC²)
- Spectrométrie de masse (MaSUN)
- Synthèse, Irradiation et Analyse de Matériaux (SIAM)
- Sciences de la Vie (PTSV)

### Service à la société
En lien avec l'enseignement et la recherche et dans le respect de son indépendance, l'Université a également pour mission d’interpeller la société et de répondre aux interpellations de celle-ci. Ainsi, l’Université de Namur se veut un ferment pour sa région : elle entend collaborer à son développement culturel, social, politique et économique, en partenariat avec les acteurs locaux.
Les résultats de la recherche sont valorisés sous forme de brevets, de transferts technologiques vers l’industrie et de spin-offs. Ils contribuent donc activement à la création d’emplois et à l’expansion économique de la région.
L'UNamur possède actuellement 15 familles de brevets actives. Au cours des cinq dernières années, elle a déposé 10 demandes prioritaires et obtenu également 10 brevets délivrés dont 7 au niveau européen ou auprès de l'office américain.
Quelques exemples de spin-offs :
- Nanocyl, leader mondial de l’industrie dans le développement, la fabrication et la vente de nanotubes de carbone Multiwall
- Fytofend, l’un des principaux chefs de file de la protection des végétaux par les éliciteurs
- StratiCELL, concepteur et fournisseur leader de modèles de peau créatifs et innovants
- SkalUP, spécialiste du développement de logiciels de configuration pour la vente de produits complexes. Les logiciels de la spin-off s'appuient sur leur moteur d'IA symbolique alliant optimisation, recommandation et configuration.
- BStorm : Brainstorm Consulting, Expertise en analyse de données et en intelligence d’affaires. BStorm développe également des applications à haute valeur ajoutée pour automatiser le comportement des experts.
- Qualiblood, fournissant aux industries, aux hôpitaux et aux universités tous les services d’analyse pour les analyses de sang et les tests d’hémocompatibilité
- ICS, techniques d’optimisation des surfaces pour améliorer tout matériau[8].
- E-biom, société de conseil biologique et environnemental combinée à un laboratoire multidisciplinaire spécialisé dans la biosurveillance, les évaluations écologiques et les études biologiques.

## Formations

### Faculté de philosophie et lettres

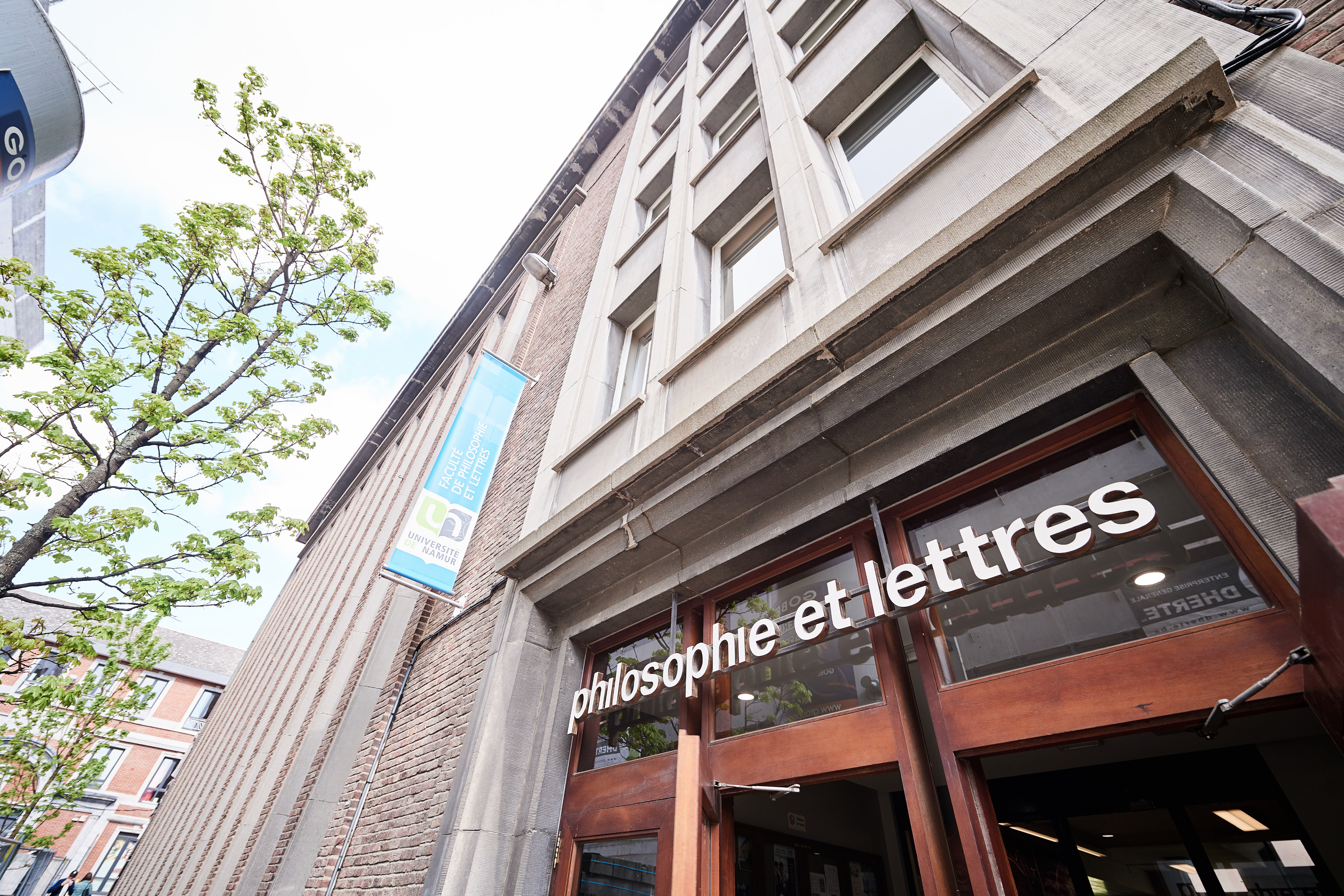
Bâtiment de la Faculté de philosophie et lettres à l'UNamur

C'est la plus ancienne faculté de l'université. Lors de la fondation du collège en 1831, en effet, une candidature en deux ans en « Philosophie spéculative et Lettres » est imaginée, et sera entreprise effectivement en 1834 : c'est la naissance de la faculté de philosophie et lettres de l'université. C'est en 1890 que cette candidature s’enrichit en proposant quatre sections : philosophie, histoire, philologie classique et philologie romane, ainsi qu'une section préparatoire au droit, qui donnera naissance à la faculté en 1967.
Bacheliers
- Philosophie
- Histoire
- Histoire de l'art et archéologie
- Langues et lettres françaises et romanes
- Langues et lettres anciennes et modernes (latin - français)
- Langues et lettres germaniques

Master de spécialisation
- Cultures et pensées cinématographiques (organisé avec l'UCLouvain Saint-Louis - Bruxelles)

Doctorats (PhD)
- Philosophie
- Histoire, histoire de l'art et archéologie
- Langues et lettres

### Faculté de droit
Fondée en 1967, cette faculté dépendait initialement de la faculté de philosophie et lettres.
Bachelier
- Droit
- Droit (en horaire décalé)

Masters de spécialisation (un an)

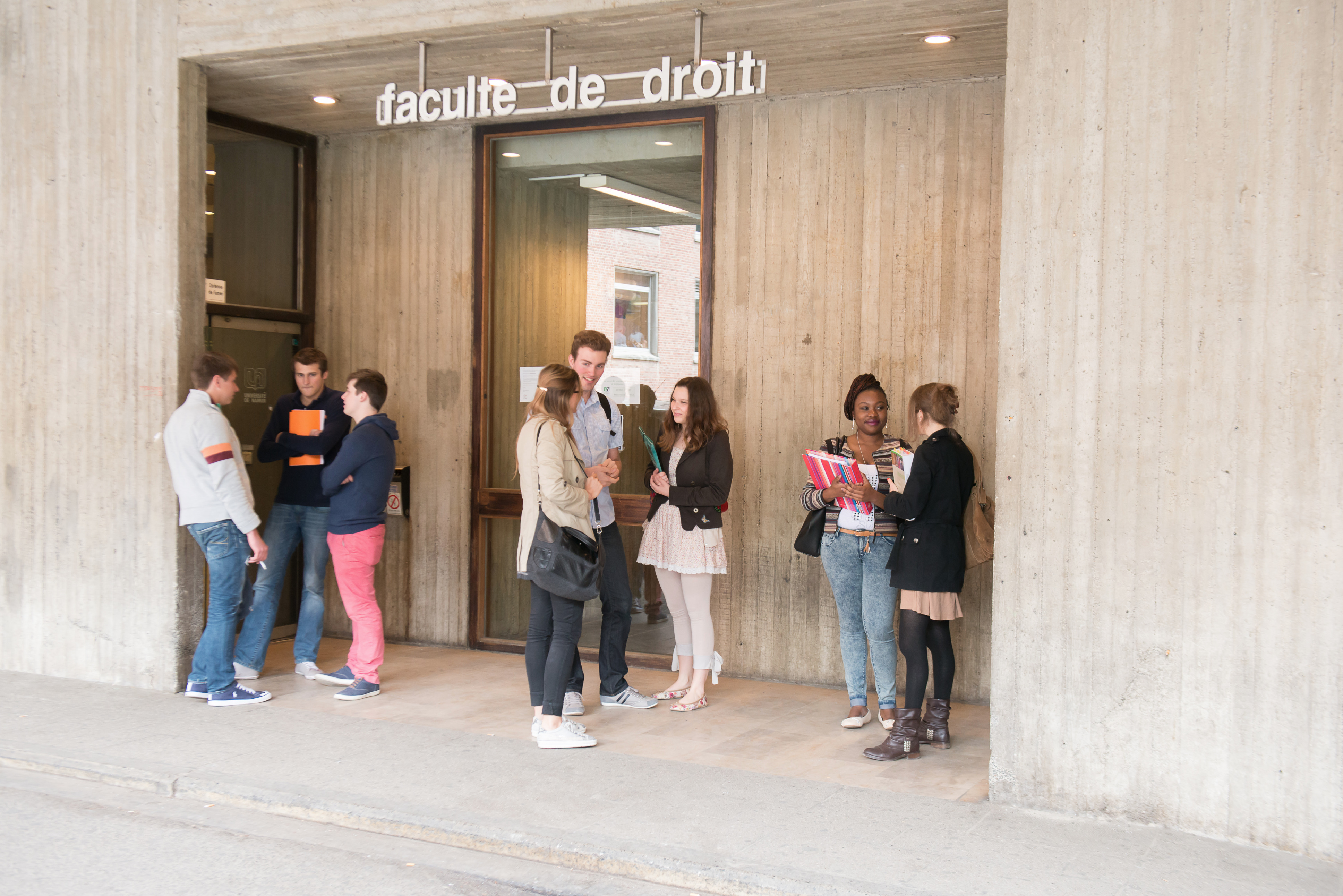
La Faculté de droit à l'UNamur

- Droit des technologies de l'information et de la communication
- Droits de l'homme

Doctorat (PhD)
- Sciences juridiques

### Faculté de sciences économiques, sociales et de gestion (aujourd'hui faculté EMCP)
Vers 1950 est conçu un programme de formation en sciences économiques à Namur. Ce programme commence en 1961, en même temps qu’une candidature en sciences politiques et sociales. La reconnaissance légale survient en 1965, et la première promotion, en 1966, comprend 14 étudiants: leur nombre a depuis lors augmenté grandement. Depuis 2000, la faculté a élargi son offre de programmes avec une formation complète d’ingénieur de gestion. De plus, la faculté mène des recherches grâce à la création de quatre centres :
1. le Center for Research on Consumption and Leisure (CeRCLe),
2. le Center for Research in Finance and Management (CeReFiM),
3. le Centre de Recherche en Économie du Développement (CRED),
4. le Centre de Recherche en Économie Régionale et Politique Economique (CERPE).

Les chercheurs de la faculté participent également à deux centres interdisciplinaires :
1. le Research Center in Information Systems Engineering (PReCISE),
2. le Centre de Recherche Information, Droit et Société (CRIDS).

Sans oublier la création récente de deux chaires de recherche :
1. la Chaire Tocqueville en politiques de sécurité,
2. la Chaire AGEAS en gestion des risques.

La faculté œuvre aussi depuis de nombreuses années à accompagner les enseignants du secondaire, par le biais du Centre de Didactique Économique et Sociale (CeDES). Ce centre:
- publie une revue de presse régulière,
- sélectionne et rédige des ressources permettant aux enseignants de lier leur cours à l’actualité,
- organise des formations continuées destinées aux enseignants[11].

Bacheliers
- Sciences économiques et de gestion (cours du jour et en horaire décalé)
- Ingénieur de gestion
- Sciences politiques
- Information et communication

Masters 120 crédits (deux ans)
- Sciences économiques (cours du jour et en horaire décalé)
- Sciences de gestion (cours du jour et en horaire décalé)
- Ingénieur de gestion
- Architecture transmedia

Masters 60 crédits (un an)
- Sciences économiques (cours du jour et en horaire décalé)
- Sciences de gestion (cours du jour et en horaire décalé)

AESS - Agrégation de l'enseignement secondaire supérieur 30 crédits (un an)
- Sciences économiques et sciences de gestion

Masters de spécialisation 60 crédits (un an)
- Économie internationale et du développement
- Informatique et innovation : Business Analysis & Gouvernance IT

Doctorats (PhD)
- Sciences économiques
- Sciences économiques (orientation : économétrie)
- Sciences de gestion (orientations : finance, comptabilité, marketing, organisation, GRH, droit des affaires, production et supply chain management, IT management, Etc.)
- Sciences politiques et sociales (sciences politiques, administration publique, relations internationales, information-communication et journalisme)
- Information et communication

### Faculté d'informatique
La faculté d'informatique, anciennement l'Institut d'informatique, est décrite comme le « pionnier de l'enseignement de l'informatique en Belgique » en raison de son inauguration très précoce (dès 1973).

#### Bacheliers
- Sciences informatiques
- Sciences informatiques (en horaire décalé)
- Sciences informatiques, spécialisé en e-santé (UCLouvain Charleroi)[13]

#### Master120 crédits(deux ans)
- Sciences informatiques, spécialisation en ingénierie du logiciel (software engineering)
- Sciences informatiques, spécialisation en sciences des données (data science)
- Architectures des systèmes informatiques
- Cybersécurité

#### Master60 crédits(un an)
- Sciences informatiques
- Sciences informatiques (en horaire décalé)

#### Master de spécialisation60 crédits(un ou deux ans)
- Informatique et innovation : Business Analysis & Gouvernance IT

#### Doctorat
- Sciences (orientation : sciences informatiques)

### Faculté des sciences

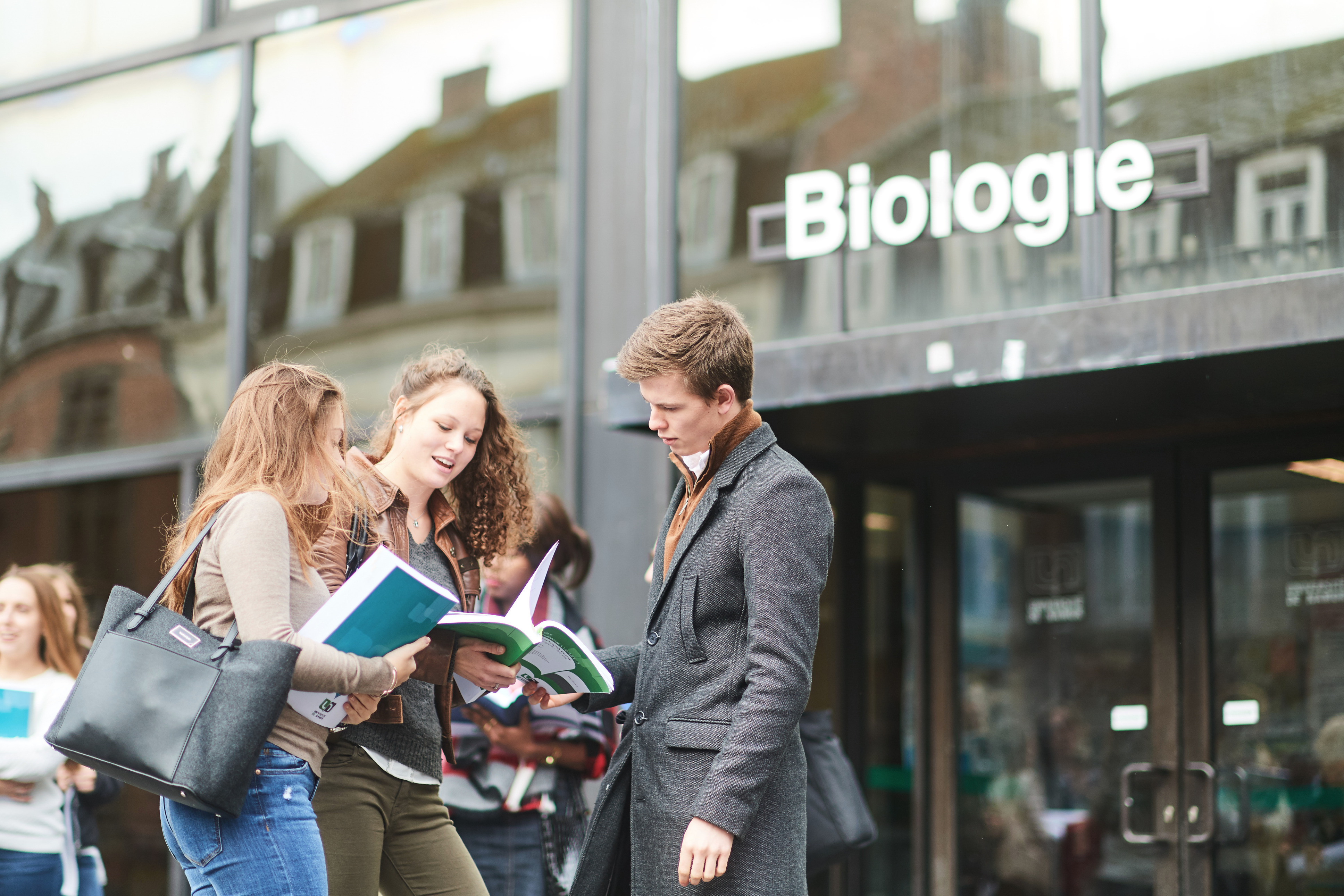
Bâtiment du Département de biologie - Faculté des sciences de l'UNamur

Dès 1833, deux candidatures en mathématiques et physique sont organisées à Namur.Mais ce n'est qu'en 1929 que l'on reconnaît à la Faculté des sciences le droit de délivrer des diplômes de candidatures. En 1974, à la suite de la réorganisation des études de médecine vétérinaire, la possibilité est offerte de suivre les trois premières années aux FUNDP. La formation est intégrée à la faculté des sciences. L'établissement de la faculté a été démoli fin 2014 afin de le reconstruire. Le nouveau bâtiment des sciences a été inauguré en février 2021.
Bacheliers
- Sciences mathématiques
- Sciences physiques
- Sciences chimiques
- Sciences biologiques
- Sciences géologiques
- Sciences géographiques
- Médecine vétérinaire

Masters 120 crédits (deux ans)
- Sciences mathématiques
- Sciences physiques
- Sciences chimiques
- Biochimie et biologie moléculaire et cellulaire
- Molecular microbiology
- Biologie des organismes et écologie
- Management de l’innovation et de la conception des aliments
- Smart rurality

Masters 60 crédits (un an)
- Sciences mathématiques
- Sciences physiques
- Sciences chimiques
- Sciences biologiques

AESS - Agrégation de l'enseignement secondaire supérieur en sciences 30 crédits (un an)
- Sciences mathématiques / Sciences physiques / Sciences chimiques / Sciences biologiques

Masters de spécialisation (un an)
- Gestion des transports
- Aquaculture

Doctorats (PhD)
- Sciences
- Sciences vétérinaires

### Faculté de médecine
Relativement récente, cette faculté organise depuis 1929 l'enseignement en médecine, mais limité à la première année : il faudra attendre 1962 pour l'ouverture des 2e et 3e années, 1997 pour l'ouverture de l'option en sciences biomédicales et 2004 pour le rattachement du département de pharmacie à la faculté. Depuis 2020, l'UNamur organise le master en pharmacie et à partir de 2024, le master de spécialisation en médecine générale.
Bacheliers
- Médecine
- Sciences biomédicales
- Sciences pharmaceutiques

Masters 120 crédits
- Sciences biomédicales à finalité spécialisée en biothérapie
- Sciences pharmaceutiques

Masters de spécialisation
- Médecine générale

Doctorats (PhD)
- Sciences médicales
- Sciences pharmaceutiques et biomédicales

## Vie étudiante (représentation et collectifs)
Les étudiants de l'UNamur sont représentés dans les institutions par le conseil étudiant, partie prenante de l'assemblée générale (AGE, Assemblée Générales des Étudiants de l'UNamur), qui, conformément à la législation de la communauté française de Belgique (dont l'enseignement est la principale compétence), est élue au suffrage universel direct chaque année. Le scrutin se déroule entre la fin du mois de mars et le début du mois d'avril et peuvent y participer tous les étudiants régulièrement inscrits aux facultés. Ils peuvent voter pour maximum 10 candidats, et le panachage est autorisé. Les 40 étudiants remportant le plus de voix sont élus au conseil étudiants, un des deux organes qui composent l'assemblée générale.
Les comptes rendus des réunions et des décisions du Conseil Etudiant sont disponibles sur le site inter de l'AGE : https://www.site.age-namur.be/.
L'affiliation du conseil étudiant à une organisation de représentation étudiante est ensuite soumise au vote des élus, qui peuvent choisir entre la FEF et rester indépendants. Le Conseil Etudiant de l'Unamur n'est plus affilié à la FEF depuis plusieurs années. 
L'assemblée générales des étudiants est l'organe regroupant le conseil étudiant (représentation politique) et la chambre animation(vie communautaire et festive sur le campus), elle composé par les cercles étudiants, les régionales et les kots à projet; chacune régit par son assemblée ou conseil. Elle organise certaines festivités comme la Saint-Nicolas, le Bal des Bleus, le Bal des Busés ou la Fête de l'Université.
L'UNamur compte aussi les revues organisant des spectacles humoristiques et satiriques mettant en scène les professeurs de leur faculté. Les revues sont : Revue-Med, Revue-Philo, Revue-EMCP, Revue-Droit et la Revue-Sciences. Les revues ne sont pas représentées dans l'AGE.
Le campus compte aussi deux juniors entreprises: une en EMCP (Jen-Consult : https://www.jen-consult.be/) et une en Informatique (CS-Lab : https://cslabs.be/). 

## Anciens élèves et/ou enseignants
- Jean Capart (1877 - 1947), père de l'égyptologie en Belgique.
- Pedro Arrupe (1907 - 1997), 28e supérieur général de la Compagnie de Jésus, médecin. Un auditoire porte son nom.
- Paul Janssen (1926 - 2003), pharmacologue belge, fondateur de Janssen Pharmaceutica en 1953.
- Alexandre, prince de Merode (1934 - 2002), membre du Comité international olympique de 1964 à 2002.
- Jean-Pol Vigneron (1950-2013), professeur de physique, fondateur de la conférence Living Light. Une salle informatique porte son nom.
- Amand Lucas, physicien et professeur émérite à l'Université de Namur. Lauréat de prix Francqui en 1985.
- Jean-Marie André, chimiste et professeur émérite à l'Université de Namur. Lauréat de prix Francqui en 1991.
- Philippe Maystadt, homme politique belge, ancien président du PSC, il a été président de la banque européenne d'investissement et président du Comité intérimaire du FMI.
- Jean-Luc Dehaene (1940 - 2014), 35e premier ministre belge de 1992 à 1999 et membre du parti démocrate-chrétien flamand CD&V.
- Philippe Defeyt, économiste et homme politique belge, fondateur du parti Ecolo.
- Caroline De Mulder, écrivain, aujourd'hui professeur à l'UNamur.
- Béatrice Delvaux, journaliste, éditorialiste du journal Le Soir.
- André Antoine, homme politique belge cdH, président du Parlement Wallon (22/7/2014-..).
- Koen Lenaerts, professeur belge de droit européen à la Katholieke Universiteit Leuven. Il est le président de la Cour de justice de l'Union européenne depuis le 8 octobre 2015.
- Maxime Prévot, homme politique belge, président du cdH, député fédéral, ancien député wallon et bourgmestre de Namur depuis 2012.
- Petra Rudolf (en), physicienne du solide et présidente de l'European Physical Society de 2018 à 2021.
- Benoît Scheen, informaticien, ancien CEO de Mobistar et directeur du conseil d'administration de TDC A/S depuis novembre 2014.
- Étienne de Callataÿ, économiste belge et professeur à l'UNamur. Il a notamment travaillé pour la Banque Nationale de Belgique, le FMI et la Banque Degroof, ainsi qu'été chef de cabinet.
- Jacques van Ypersele de Strihou, chef de cabinet des rois Baudouin et Albert II et Philippe, membre du cdH.
- Opaline Meunier, ancienne présidente de l'Unécof et femme politique belge MR.
- Rodrigo Beenkens, journaliste sportif belge.
- Marie-Christine Gasingirwa, scientifique et haute fonctionnaire rwandaise
- Olivier Paasch, homme politique belge ProDG, ministre-président de la Communauté germanophone de Belgique
- Laurent Mathieu, journaliste, présentateur du journal télévisé de la RTBF
- Mathias Cormann, ministre australien d'origine belge, président de l'OCDE
- Michel Crucifix, climatologue.
- Isabelle Weykmans (1979-), femme politique belge
- Jean-Jacques Crèvecœur[17] (1961-), théoricien du complot, conférencier

## Infrastructures

### Amphithéâtres

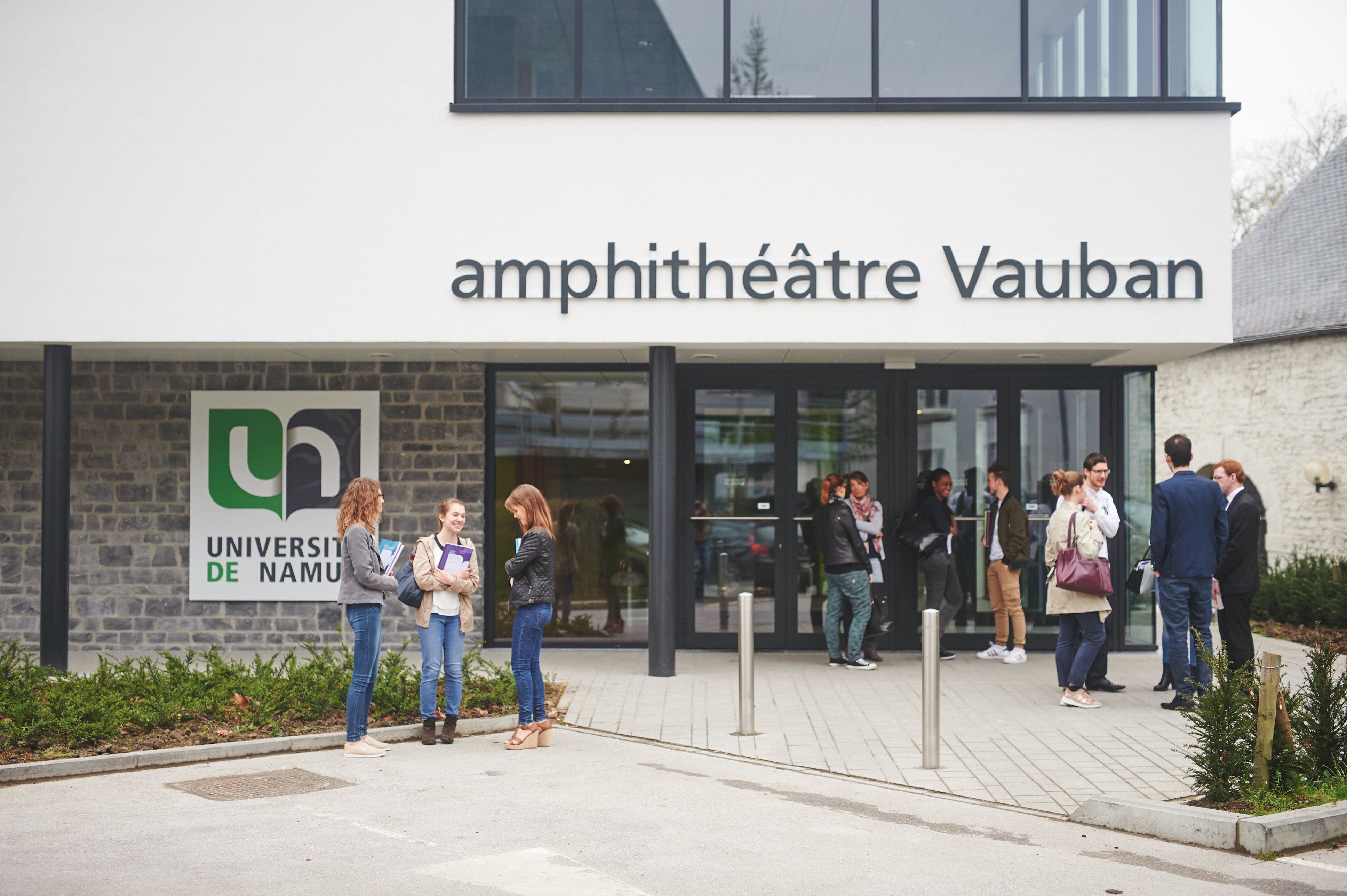
Amphithéâtre Vauban à l'UNamur

Chaque faculté possède ses propres locaux. Les plus grands amphithéâtres de l'Université de Namur (en Belgique, on utilise souvent le terme « auditoire ») ont reçu des noms particuliers.
L'amphithéâtre Pedro Arrupe, principalement utilisé par la faculté de médecine, compte 600 places (plus 270 dans le PA02, un auditoire adjacent) et était le plus grand de l'Université. En septembre 2015 est en effet inauguré un nouvel auditoire, le "Vauban", nommé ainsi par sa proximité avec l'Arsenal et la citadelle de la ville, deux constructions du célèbre architecte. Cet auditoire compte 750 places et est le second plus grand auditoire de Wallonie, dépassé seulement par l'Aula Magna de l'UCLouvain à Louvain-la-Neuve et ses 1 100 places.
Viennent ensuite l'amphithéâtre Adam Smith (450 places), dans la faculté de sciences économiques, sociales et de gestion, l'Aula Maior (380 places), dans la faculté de philosophie et lettres, et le Pierre Maon (310 places) dans la faculté de droit.

### Bibliothèques

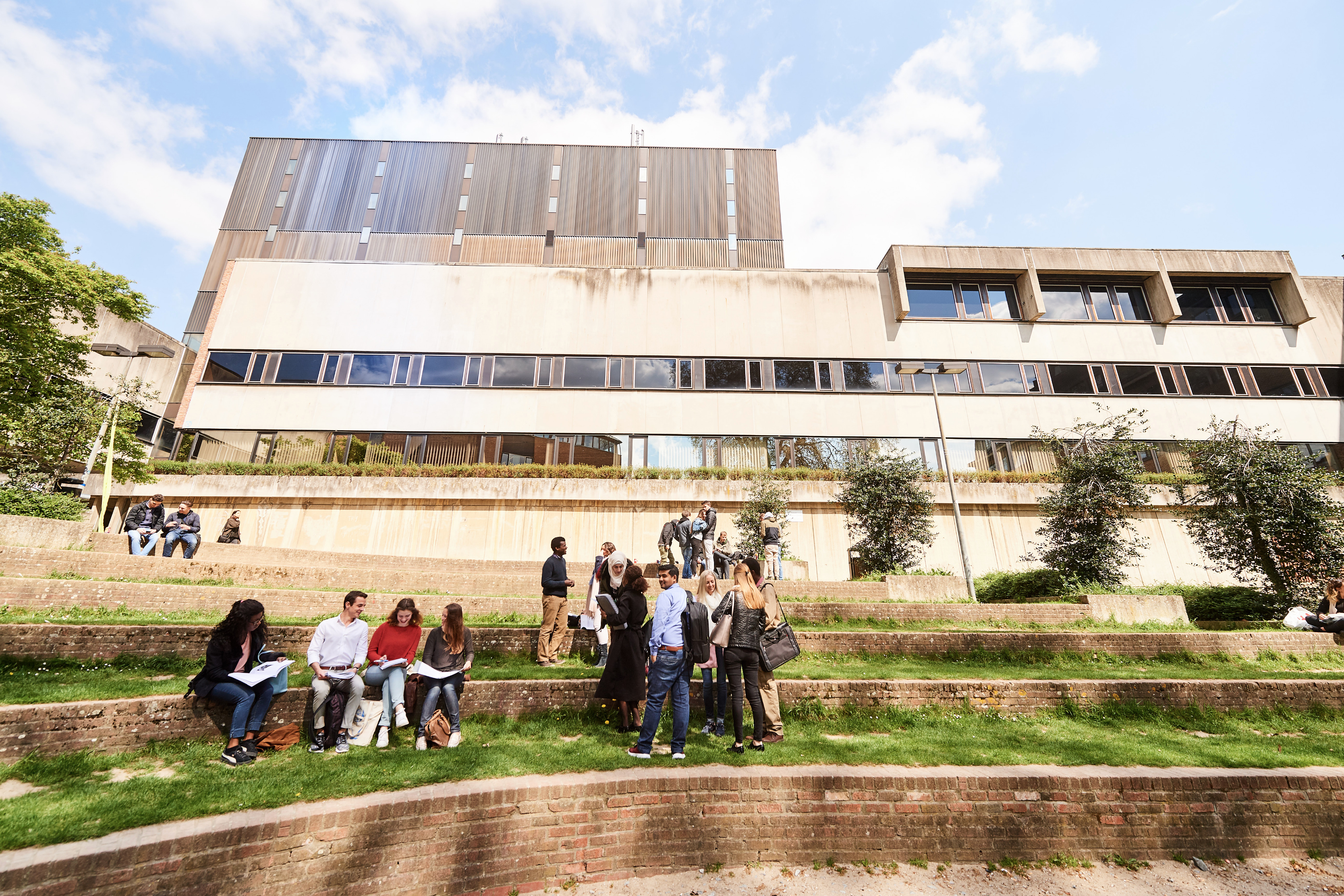
Bibliothèque Universitaire Moretus Plantin à l'UNamur.

L'université de Namur dispose de plusieurs bibliothèques La bibliothèque universitaire Moretus Plantin (BUMP) est la bibliothèque centrale du campus. Elle compte 150 000 volumes en accès direct et 1 500 000 volumes en magasins (avec près de 100 000 livres anciens), dont les fonds et collections du Centre de documentation et de recherche religieuses (CDRR). La faculté de droit dispose aussi d'une bibliothèque.
Il existe également des bibliothèques départementales, c'est-à-dire propres à chaque département, comme la bibliothèque du département d'histoire de l'art, d'histoire...

### Le restaurant universitaire
L'Arsenal a été fondé sous Louis XIV par Vauban pour le stockage de matériel lourd et de munitions.
Il est classé au Patrimoine en 1972, et est racheté par l'Université de Namur dans les années 1980 où le bâtiment sert depuis lors de restaurant universitaire, ainsi que de salle d'étude en période d'examen.

### Logements universitaires
Deux principaux logements sont mis à disposition des étudiants de l'UNamur : la RUE (Résidence Universitaire pour Étudiants), comprenant 120 chambres, et la RUEE (Résidence Universitaire pour Étudiantes), qui en compte 160.
Viennent ensuite deux résidences mineures, la Maison Communautaire du 75 rue de Bruxelles, destinée essentiellement aux étudiants étrangers, comprenant vingt chambres, et l'espace universitaire de Jambes, composé de trente et une chambres.

### Observatoire
L'Observatoire Antoine Thomas du nom d'un astronome et missionnaire jésuite namurois a été inauguré en 2019.